# David Hernández Moreno
David Hernández Moreno (Lagos de Moreno, Jalisco, 29 de diciembre de 1921-Ciudad de México, 29 de julio de 2007) fue un músico y director de orquesta mexicano.

## Biografía
Nació el 29 de diciembre de 1921 en Lagos de Moreno, Jalisco, México. Sus padres, D. Agustín Hernández Torres y Dª. María de Jesús Moreno Mitre; prima del Maestro D. Apolonio Moreno gran maestro y compositor. Fue el cuarto de cinco hermanos. Contrajo nupcias con Da. Gloria Mendoza Oliveros con quien compartió su vida por sesenta y seis años y con quien tuvo seis hijos. Estudió en la Escuela de Primeras Letras del Padre Guerra. Muy jovencito, a los diez años de edad, a instancias de su tío, el maestro Apolonio, estudia música; y con muchos trabajos, a instancias de D. Apolonio Moreno, su madre le compra un saxofón, teniendo a su tío como maestro. Las clases las recibía en la finca donde hoy es Biblioteca María Soiné de Helguera en Lagos de Moreno. A los diez años de edad ya formaba parte de la Banda de D. Apolonio Moreno.
En busca de mejores oportunidades, se va a la Ciudad de México e ingresa al Conservatorio Nacional de Música de la Ciudad de México, donde se gradúa en 1940. El dominaba dos instrumentos: saxofón tenor y el clarinete. En el año de 1939 integra la orquesta “Swing Juvenil Aragón”, donde participan alumnos destacados del Conservatorio. El año de 1940 regresó a Lagos de Moreno y formó la Primera Orquesta al estilo de la Ciudad de México. Esta orquesta musicalizó las Fiestas de agosto de ese año.
Tenía diecinueve años de edad. Invitó a participar algunos músicos de la Banda de su tío Apolonio, entre ellos: Pancho Dávila “El Rorro”, Juan Pablo Ramírez y Bernardo de Santos. D. Apolonio estaba orgulloso por los adelantos de su sobrino y lo ponía de ejemplo a sus filarmónicos.
Regresa a la Ciudad de México y forma la orquesta David Hernández con sus Violines y Orquesta, que dirigió por 65 años. Mientras tanto, participaba con orquestas como la de Mario Ruiz Armengol, la Marimba de los Hermanos Domínguez, José Sabre Marroquín, Pablo Beltrán Ruiz, Ismael Díaz, Ray Montoya, Chucho Rodríguez, “El Chamaco” Domínguez, Rafael Hernández “El Jibarito” y otras. Fue un aprendizaje cimentado en la práctica con la experiencia captada de tanto músico profesional.

## Actuaciones en los medios
Participó en las radiodifusoras XEW, XEB, XEQ y Radio Mil. Casi en todos los Centros Nocturnos de la Ciudad de México gozaron con su música: El Patio, Agua Azul, Copacabana, Molino Rojo, Saboy, Clave de Oro, Rumba Casino, Río Rosa, Waikikí y otros. Al igual que en varios restaurantes como en el Chapultepec. No hubo salones de baile donde no actuara David Hernández y Su Orquesta.
David Hernández y su Orquesta fue el artista exclusivo del Centro Nocturno “El Patio”. Este lugar era considerado como el centro nocturno por excelencia de la alta sociedad mexicana y en el que se presentaban en su mayoría, los artistas mexicanos consagrados y los triunfadores extranjeros con quienes la pista compartía. Diecinueve años duró en este lugar, acompañando a artistas de la talla de Paul Anka, Édith Piaf, Carmen Amaya, The Platters, Charles Trenet, Josephine Baker, Pedro Vargas, Pedro Infante, Libertad Lamarque y otros, de quienes fue su arreglista.
En los primigenios programas de Televisión de la Empresa Televicentro (hoy Televisa) ubicada en la avenida Chapultepec en los años cincuenta y sesenta, llenó de ambiente musical el programa “El Reloj Musical”, durante nueve años. En “Max Factor y Las Estrellas” fue la orquesta de planta durante varias temporadas en “Cuerdas y Guitarras”, en el que su orquesta integrada por maestros que dominaban varios instrumentos; lo mismo la convertía en grupo de violines y mandolinas, o la transformaba en banda con instrumentos de viento. Por esto era solicitado David Hernández y su Orquesta. Era el único grupo musical que ofrecía variedad musical en su espectáculo. En “La Hora de los Locutores”, era el invitado especial.
Su orquesta era oficial en los actos sociales de los Presidentes de la República Manuel Ávila Camacho, Miguel Alemán Valdés, Adolfo Ruiz Cortines, Adolfo López Mateos con quien gozó de una amistad muy particular, Gustavo Díaz Ordaz, Luis Echeverría Álvarez, etc.
Posteriormente por la fama adquirida entre la sociedad mexicana, se vio obligado a suspender sus actuaciones en centros nocturnos, radio y televisión y pasar a los principales salones de eventos sociales de la Ciudad de México y de la provincia mexicana.
Entre las más grandes satisfacciones que tenía era la de tocar el “Día de las Madres” en la función que se organizaba en el Auditorio Nacional, bajo la dirección del periódico “Excelsior”. Tocó en todas las comidas para celebrar el Día de la Libertad de Prensa. Sus grabaciones en discos Musart, siguen a la fecha vendiéndose y están consignados en el Catálogo de la empresa. David Hernández y su Orquesta recorrió el mundo poniendo muy en alto la calidad musical del artista mexicano.
Fue Presidente de la Asociación Mexicana de Directores de Orquesta. El H. Ayuntamiento de Lagos de Moreno lo distinguió con el Premio “Mi Ciudad”. Falleció en la Ciudad de México el 29 de julio de 2007 a los ochenta y cinco años de edad y sesenta y cinco años dirigiendo su Orquesta. Actualmente sus restos descansan en la Basílica de Guadalupe. Después de su fallecimiento recibió homenajes en el Sindicato Único de Trabajadores de la Música, en el salón “Gran Forum” y en el salón “Riviera”. El 28 de noviembre de 2008 se le rinde un homenaje póstumo por las autoridades municipales y el pueblo de su natal Lagos de Moreno y se devela una placa en la casa donde vivió su niñez y juventud.

## Rasgos estilísticos
Los triunfos que caracterizaron a David Hernández con su versátil orquesta, son por sus cuatro facetas, arreglos y diferentes sonoridades, tales como: orquesta de metales, para música dinámica, moderna y al estilo de las grandes bandas, cambiando los elementos sus saxofones y trompetas a violines para interpretar la hermosa música romántica internacional. Con su modalidad de las mandolinas, nos transportaba a países lejanos, Grecia, Italia, Israel, Portugal, Líbano. La última faceta era el mexicanísimo mariachi, dándole a cada género una extraordinaria originalidad y personalidad única, además de ser el creador del paseo de los violines entre las mesas de los comensales en los grandes banquetes de la alta sociedad mexicana.

## Discografía
Grabaciones realizadas por David Hernández, en discos L.P. de 33 RPM y siempre para la empresa disquera Discos Musart.
- Música para baile de 15 años Vol. 1 (actualmente sigue a la venta en versión CD por Discos Musart)(http://music.napster.com/album/12471624 (enlace roto disponible en Internet Archive; véase el historial, la primera versión y la última).)
- Música para baile de 15 años Vol. 2
- David Hernández sus Violines y Orquesta, Grandes Éxitos

- Datos: Q5788590